# Johnstone Lake
Der Johnstone Lake ist ein ovaler, hypersaliner, rund 500 m langer und 200 m breiter See an der Ingrid-Christensen-Küste des ostantarktischen Prinzessin-Elisabeth-Lands. In den Vestfoldbergen liegt er 4,5 km westnordwestlich der Wetterstation Platcha in einem terrassierten Areal.
Das Antarctic Names Committee of Australia benannte ihn nach dem Biologen Gavin Johnstone, der an der naturwissenschaftlichen Erkundung der Vestfoldberge beteiligt war und eine Monographie zur dortigen Biologie geschrieben hatte.